# Детская картинная галерея (Самара)
Музей «Детская картинная галерея» располагается в Самаре на улице Куйбышева, 139 в старинном особняке купца Ивана Андреевича Те-Клодта. Здание сооружено в 1898 году из красного кирпича и известняка по проекту Александра Щербачева и является памятником архитектуры федерального значения.
Галерея открылась в 1990 году, её создатель и бессменный директор — заслуженный работник культуры РФ Нина Васильевна Иевлева. Картинная галерея создавалась специально для ребёнка-зрителя и ребёнка-художника, однако наряду с детскими работами здесь экспонируются картины профессиональных художников, студентов, выпускников художественных училищ и ВУЗов. Также проводятся выставки народного искусства и ремёсел, различные образовательные проекты. За более чем 20-летнюю историю галерея провела десятки международных выставок и фестивалей и хранит в своих фондах более 17 000 детских рисунков из России, Америки, Англии, Японии, Германии, Болгарии, Югославии, Бразилии и других стран.
Галерея представляет собой совокупность музея детского творчества, архитектурного памятника, музея быта и культуры конца XIX — начала XX веков, музея декоративно-прикладного искусства и сада. Также открыты лекторий и мастерские по развитию детского изобразительного творчества.
В 1990—1995 годах был проведён ремонт особняка. Через несколько лет в соседней усадьбе Новокрещеновых, являющейся памятником истории и культуры регионального значения, разместились творческие мастерские, где преподаются академическая живопись, рисунок и композиция; основы архитектуры и дизайна; керамика и гончарное дело; этнография; история мирового искусства.
В 2002 году в «Детской картинной галерее» начался проект мастерской заслуженного работника культуры РФ Ольги Бакановой «Эксклюзивная кукла особняка Клодта». Ставшие традиционными летние выставки «Эксклюзивной куклы особняка Клодта» знакомят зрителей с историческим костюмом и создают вокруг экспозиции особую культурную среду. Среди показанных коллекций: «Карнавал Бургундской моды», «Европейское Возрождение в костюме», «Барокко», «Рококо», «Ампир и бидермайер», «Эклектика и модерн», «Венецианский карнавал» и «Костюм русской знати допетровской эпохи XVI—XVII вв.». Проект демонстрировался в 11 городах Самарской области, Казани, Москве, а в 2009 году в Венеции — в Музее исторического костюма Museo di Palazzo Mocenigo.
Среди других выставочных проектов музея: «Маленький принц», «Символы войны и победы», «История Земли в творчестве детей», «Рождественские сказки» (2010 год); «Невероятное? Очевидно!», «Портрет прекрасной дамы» (2011); «Рядом с Руссо и Пиросмани», «Другие миры» (2012).
Для слепых, слабовидящих и слабослышащих детей в рамках городской программы «Самара — детям. Мы разные, мы равные» были созданы коллекции рельефов «Древний мир» и «Средневековье». Каждый рельеф сопровождается аудиокомментарием.
Галерея проводит праздники и фестивали на территории музея (среди которых ежегодное открытие фонтана в саду усадьбы), а также участвует в мероприятиях разных площадках города: фестиваль кукольных театров, «Путешествия по Новогоднему терему», «Праздник воздушного змея», «Праздник цветов» и другие.